# Červený Kláštor (localidad)
Červený Kláštor es un municipio del distrito de Kežmarok en la región de Prešov, Eslovaquia, con una población estimada a final del año 2024 de 220 habitantes. Es famoso su monasterio.
Se encuentra ubicado al noroeste de la región, cerca del río Poprad (cuenca hidrográfica del río Vístula) y de la frontera con Polonia.

## Demografía
| Año        | 1994 | 2004   | 2014    | 2024    |
| ---------- | ---- | ------ | ------- | ------- |
| Población  | 240  | 222    | 234     | 220     |
| Diferencia |      | −7,5 % | +5,40 % | −5,98 % |

| Año        | 2023 | 2024    |
| ---------- | ---- | ------- |
| Población  | 218  | 220     |
| Diferencia |      | +0,91 % |